# Casa consistorial de Portugalete

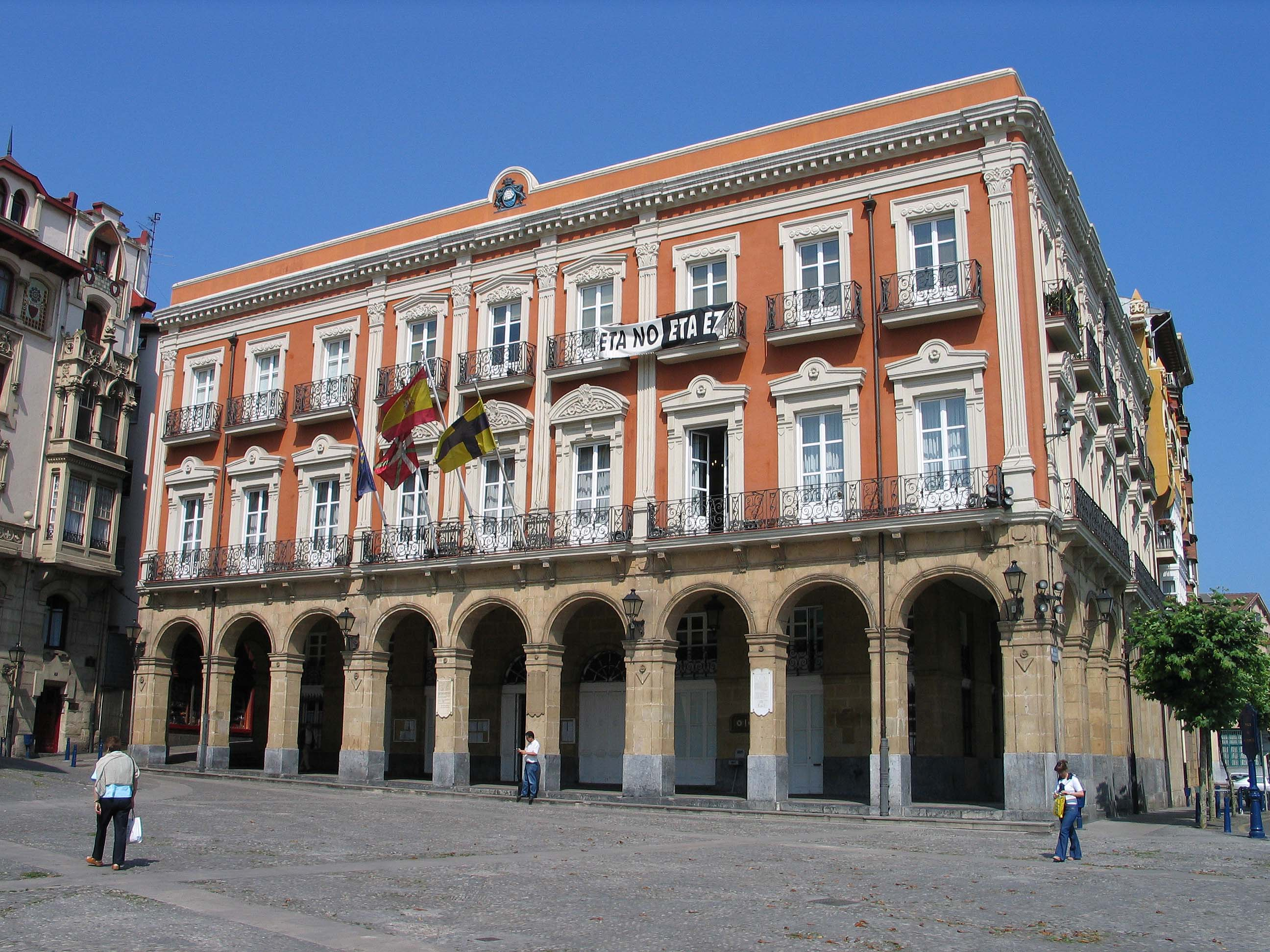
Casa consistorial de Portugalete.

La casa consistorial de Portugalete es un edificio construido en el año 1883 en el municipio de Portugalete, Vizcaya, País Vasco, España.
Diseñada por el arquitecto Atanasio Anduiza, es una edificación elegante y sobria de estilo neoclásico, de planta rectangular y bajos porticados. En el mismo destacan detalles ornamentales como las barandillas de hierro forjado de sus balcones, las columnas corintias adosadas a su fachada y el escudo de la noble villa en la cornisa.
En 1985 fue reformado y ampliado para satisfacer diversas demandas de espacio.